# Sân bay Adıyaman
Sân bay Adıyaman (IATA: ADF, ICAO: LTCP) là một sân bay nằm ở Adıyaman, tỉnh Adıyaman, Thổ Nhĩ Kỳ. Sân bay này có một đường băng dài 2503 mét bề mặt bê tông.

## Hãng hàng không và tuyến bay
| Hãng hàng không  | Các điểm đến                   |
| ---------------- | ------------------------------ |
| AnadoluJet       | Ankara, Istanbul–Sabiha Gökçen |
| Pegasus Airlines | Istanbul–Sabiha Gökçen         |
| Turkish Airlines | Istanbul                       |